# سيراكابريولا
سيراكابريولا (بالإيطالية: Serracapriola)‏ هي بلدية في مقاطعة فودجا في إقليم بوليا الإيطالي.

## السكان
في سنة 1861 بلغ عدد السكان 4٬677 نسمة، وتطور العدد ليصل في سنة 2011 لـ 4٬069 نسمة.
يظهر هذا المخطط البياني تطور النمو السكاني لـ سيراكابريولا